# 真鍋井蛙
真鍋 井蛙（まなべ せいあ、1955年（昭和30年）5月6日 -  )は、日本の篆刻家・書家。
本名は昌生。号は井蛙、別号は休庵。室号は斉平樓。五風十雨亭、掬風亭、惜墨斎と号する。中国西泠印社名誉社員。上海・韓天衡より陳天刃の中国名を贈られている。

## 経歴
1955年(昭和30年)、香川県綾歌郡綾南町羽床下に生まれる。父・弘海の家系が僧侶のため、周りには書画・骨董があり毎日それらを眺め遊んでいた。幼稚園のころ、祖母のすすめにより書道を習いはじめる。
高松第一高等学校入学後は、当時香川書道界をリードした中原一耀、小森秀雲にそれぞれ書を学ぶ。奈良教育大学に進学後は、当時篆刻界での第一人者、梅舒適に出会い師事する。
大学卒業後、1980年(昭和54年)に大阪府立上神谷高等学校に赴任。以後、1990年(平成2年)には大阪府立三国丘高等学校で教鞭をとる傍、同年、奈良教育大学に講師として、2001年(平成13年)には園田学園女子大学で篆刻の講座を受け持つ。
同2001年より、河野隆、岡野楠亭とともに三圭社の篆刻専門誌「楽篆」アドバイザーを担当。
ほか、1981年には奥谷九林、井谷五雲らと六轡会を結成。結成以後、毎年各所で展示を行っている。

## 略歴
- 1973年（昭和48年）高松第一高等学校 入学
- 1973年（昭和48年）中原一耀、翌年は小森秀雲に書を学ぶ
- 1978年（昭和53年）梅舒適の門をたたき篆社に入社
- 1979年（昭和54年）3月 奈良教育大学 教育学部 卒業
- 1979年（昭和54年）4月 奈良教育大学 特設書道専攻科 入学
- 1980年（昭和55年）3月 奈良教育大学 特設書道専攻科 終了
- 1980年（昭和55年）4月 大阪府立上神谷高等学校 全日制課程 教諭
- 1990年（平成2年）   4月 大阪府立三国丘高等学校 全日制課程 教諭
- 1990年（平成2年）   7月 奈良教育大学 非常勤講師 (三国丘高校と兼務)〜平成13年
- 2001年（平成13年）4月 園田学園女子大学 非常勤講師 (三国丘高校と兼務)〜平成19年
- 2006年（平成18年）4月 大阪府立三国丘高等学校 首席教諭
- 2012年（平成24年）3月 大阪府立三国丘高等学校 退職
- 2012年（平成24年）4月 大阪府立三国丘高等学校 常勤講師
- 2018年（平成30年）10月 改組 新 第5回 日展特選 受賞
- 2019年（令和元年）9月 桜井神社 (堺市)鳥居 神額 揮毫
- 2020年（令和2年）7月 堺市文化功績受賞（芸術文化）
- 2021年（令和3年）8月 園田湖城が蒐集した印影を中心に自蔵の作品を加えて編集した作品集『良山印集』を発行
- 2021年（令和3年）10月 新第８回日展特選
- 2021年（令和3年）12月 梅舒適の印稿と自身の刻印を対比した作品集『梅影蛙慕印存 甲』を発行
- 2022年（令和3年）1月 日本篆刻家協会理事長 就任
- 2022年（令和4年）9月 梅舒適の印稿と自身の刻印を対比した作品集『梅影蛙慕印存 乙』を発行
- 2022年（令和4年）10月 自身の門生である藤井郁子とともに、梨岡素岳の作品と論考をまとめた『印人 梨岡素岳』を発行
- 2025年（令和7年）2月 「浪華印人四家」のひとり、篆刻家 北村春歩の作品と論考をまとめた『印人 北村春歩』を発行

## 書歴
- 日展準会員
- 中国西泠印社名誉社員
- 読売書法会常任理事（企画委員）
- 日本書芸院常務理事
- 日本篆刻家協会理事長
- 大阪府市小中学校書写教育研究会会長
- 斉平篆会主宰
- 書道研究雑誌『清暢』代表

## 収蔵先
- 中国国画院 瓶梅図（雪後吐芳） 2013年
- 中国西泠印社美術館 草書李白詩 掛軸 2017年
- 西泠印社 篆刻（恵風和暢） 2021年
- 西泠印社 書（豊年餘楽） 2023年
- 中国紹興市 柯橋美術館 作品 印屏「休厂治印」2025年
- 東京中国文化センター 作品 印屏「休厂治印」『雨滴聲』『心月輪』他 2025年

## 著作
- 『超かんたん篆刻』芸術新聞社、1997年 ISBN 978-4875862512
- 『もうひとりの熊谷守一』里文出版、2002年 ISBN 978-4898062371
- 『刀匠が語る 日本刀の魅力』里文出版、2003年 河内國平と共著 ISBN 978-4898062050
- 『来楚生篆刻秘法』二玄社、2005年 監修 梅舒適 翻訳 真鍋井蛙 ISBN 978-4990013738
- 『篆刻般若心経』三圭社、2005年 ISBN 978-4544010763
- 『はじめての篆刻入門』淡交社、2006年 ISBN 978-4473021069
- 『ほれば印です』芸術新聞社、2007年 ISBN 978-4875861416
- 『この人と書』里文出版、2010年 ISBN 978-4898063477
- 『ウルトラかんたん篆刻』芸術新聞社、2015年 ISBN 978-4875864769

## 論文
- 生誕一二〇年 印人・園田湖城-『印印』社友を通して [4] (第4回 国際書学研究大会 国際書学研究 2000年)

## 出演
- とっておきラジオ「オトナの補習授業『書斎の悦楽』」ナビゲーター:勝村政信 （NHKラジオ第一放送、2013年1月19日）[5]